# WiiConnect24
WiiConnect24는 Wii에서 사용 가능한 닌텐도 와이파이 커넥션의 서비스 형식이며, 2006년 E3에서 닌텐도에 의해 처음 발표되었다. WiiConnect24는 사용자가 게임 콘솔을 대기 모드에 놓았을 때에 인터넷에 접속할 수 있도록 하였다. 예를 들어, 《타운으로 놀러가요 동물의 숲》에서는 다른 마을의 친구가 게임을 플레이하지 않고 있더라도 그 친구에게 편지를 보내면 곧바로 전송되어 받을 수 있다.

## 서비스

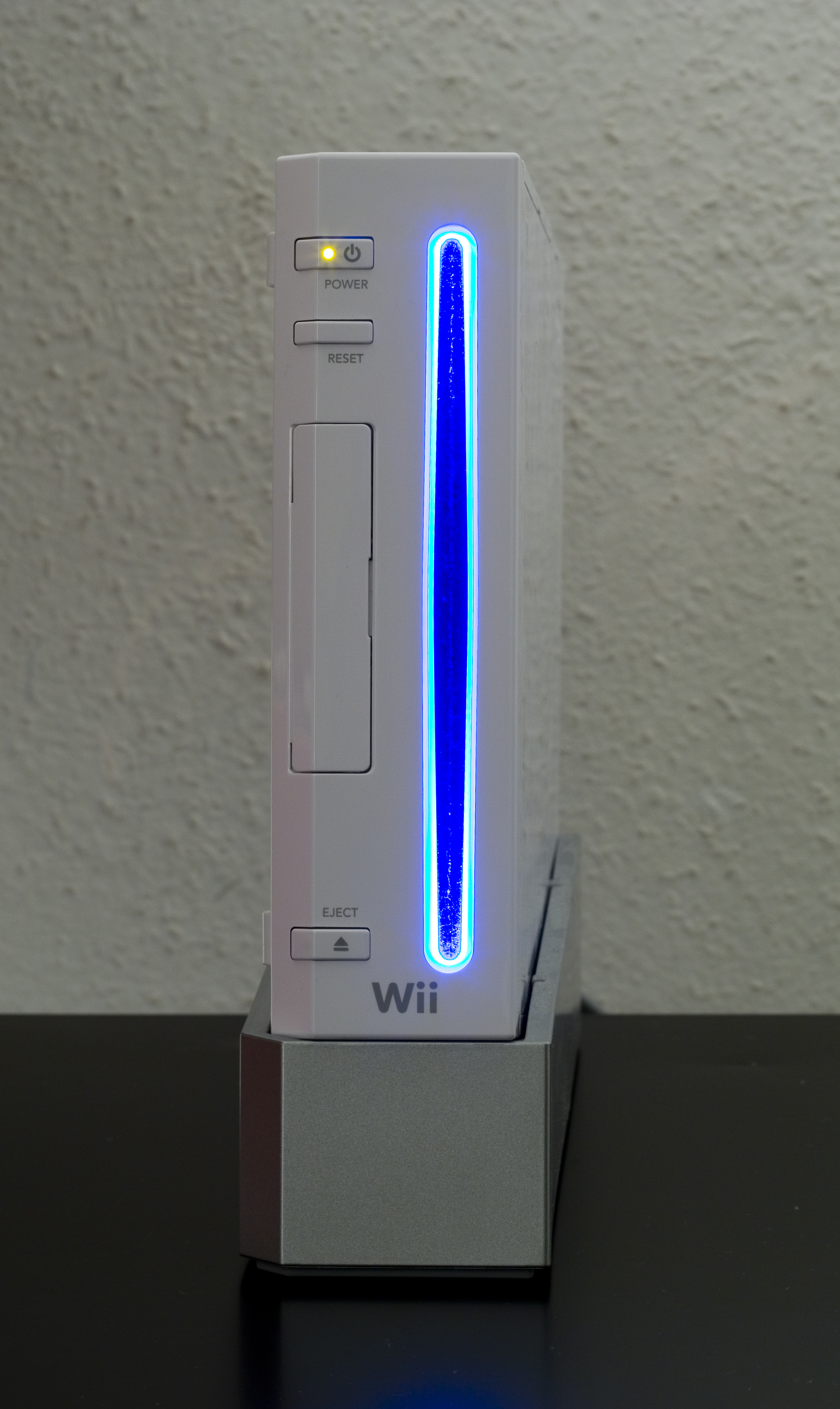
Wii가 대기 모드에서 컨텐츠를 수신한 모습이다.

WiiConnect24는 Wii 알림판의 메시지, Mii, 전자 우편, 소프트웨어 업데이트 알림, 게임 또는 채널의 업데이트 등과 같은 콘텐츠를 수신하기 위하여 사용된다. 만약 Wii 본체 설정 메뉴에서 WiiConnect24를 대기 모드에도 사용하도록 설정했다면, 이러한 콘텐츠는 대기 모드에서도 수신이 가능하다. 이렇게 대기 모드에서 WiiConnect24를 사용할 때의 평균 소모 전력은 9.6와트이며, WiiConnect24마저 사용하지 않을 경우 소모 전력은 1.3와트이다.
WiiConnect24는 Wii의 설정 메뉴에서 켜거나 끌 수 있다. 만약 켜져 있다면, 사용자는 대기 모드에서도 인터넷에 접속할지 말지를 결정할 수 있다. Wii가 대기 모드에 들어가 있는 동안, 전원 단추의 LED로 상태가 표시되는데, 빨강은 WiiConnect24가 꺼져 있다는 뜻이며, 노랑은 켜져 있다는 뜻이다. LED가 노란색인 상태에서 전원 단추를 3~4초 이상 누르면 LED는 빨강으로 바뀌며 WiiConnect24는 꺼진다. 만약 정전이나 그 밖의 사유로 대기 모드 접속 사용 중 전원이 끊어졌다가 다시 들어오는 경우, Wii는 비접속 대기 모드가 되며, 전원을 다시 켤 때까지 WiiConnect24를 구동하지 않는다.
WiiConnect24를 사용하는 펌웨어 버전 3.0 이상의 Wii에서 데이터가 수신되면, Wii 광학 드라이브의 테두리는 파란 형광색으로 빛나며, 전원이 켜져 있는 상태인 경우 더 밝게 빛난다. 이 램프의 밝기는 설정 메뉴에서 설정이 가능하며, "밝음", "어두움", "OFF"의 세 가지 설정이 가능하다.

## 기능
닌텐도의 사장 이와타 사토루는 니혼케이자이 신문과의 인터뷰에서, WiiConnect24는 닌텐도 DS의 데모 게임을 다운로드하기 위해 사용할 수도 있다고 밝혔다. 북미, 일본, 유럽, 오스트레일리아의 경우 "닌텐도 채널"과 닌텐도 DSi의 출시 이후 이것이 실제로 가능해졌다.
| “ | 당신의 Wii가 24시간 동안 인터넷에 연결되어 있다고 가정합시다. 닌텐도는 매 달마다 한밤중에 사용자의 Wii에 DS 게임의 프로모션이나 데모를 보내 드릴 수 있습니다. 사용자가 아침에 일어나면, Wii의 LED 램프가 반짝거리는 것을 발견할 것이고, 닌텐도가 자신에게 무언가를 보내왔다는 것을 알게 되겠지요. 그들은 Wii에서 DS로 프로모션이나 데모를 다운로드할 수 있을 것입니다. | ” |

유럽 닌텐도의 Wii 마이크로 사이트에 따르면, WiiConnect24를 통하여 "집 밖을 돌아다니는 식구들"에게 SMS 메시지를 보낼 수 있고, 다른 Wii 사용자들과 사진과 메시지를 공유할 수 있다.

## 채널
대한민국 Wii의 경우, 다음 4개의 채널에서 WiiConnect24를 사용한다:
- Mii 채널
- Wii 쇼핑 채널
- 위 스피크 채널
- 마리오 카트 Wii 채널

북미, 일본, 유럽, 오스트레일리아의 경우 다음 5개의 채널 또한 사용 가능하다:
- 날씨 채널
- 뉴스 채널
- 모두의 투표 채널
- Mii 콘테스트 채널
- 닌텐도 채널

날씨 채널과 뉴스 채널은 대기 모드 중 접속을 반드시 필요로 한다. 만약 WiiConnect24는 켜져 있으나 대기 모드 중 접속이 꺼져 있도록 설정되어 있으면, 이 채널들은 에러 메시지를 표출하며 채널을 실행하지 못하고 Wii 메뉴로 돌아간다. 이러한 현상의 이유는 아직 불투명하나, 대기 모드에서 전원 버튼을 3~4초 이상 눌러 강제로 접속을 종료하더라도 에러 메시지를 표출하지 않는다.

## 문제점
Wii 발매 초기에 구입한 일부 사용자들은, 초기의 펌웨어 업데이트 이후 Wii가 아예 작동 불능 상태가 되어 버리는 일이 일어나곤 했다. 이러한 Wii들은 일반적으로 동일한 오류 코드를 출력하였다. 이러한 문제에 직면한 사용자들은 닌텐도 고객 지원 센터에 연락하여 Wii를 수리하거나 교환해야 한다. 대한민국의 경우, 다른 지역에 비해 발매가 상대적으로 늦어 펌웨어 버전이 3.0이 아닌 3.3부터 시작하기 때문에 이러한 문제가 발생하는 경우는 거의 없다.
일부 국가에서 WiiConnect24에 접속을 시도할 때에 "is currently not being offered"(서비스가 제공되지 않고 있습니다)와 같은 문장으로 시작하는 메시지를 담은 화면이 표시되는 경우가 있다. 이 증상은 Wii의 설치 위치에 대한 옵션 설정과 설치된 지역이 일치하지 않아 발생하는 문제일 수 있다. 이 문제는 서비스 가능 지역에 대한 정보가 제공되지 않는 한 해결하기 어렵다.
SCART 케이블을 이용하여 TV에 연결된 PAL 지역의 Wii는 WiiConnect24 대기 모드에서도 SCART 스위칭 신호를 계속해서 전송한다. 이 문제는 닌텐도 순정 케이블 뿐만 아니라 타사 케이블에서도 발생한다. 이 문제는 대기 모드 시 접속 옵션을 끄면 해결할 수 있으나, 이렇게 하면 대기 모드 시 WiiConnect24를 사용할 수 없게 된다.

## 같이 보기
- Wii
- 닌텐도 와이파이 커넥션
- 플레이스테이션 네트워크
- 엑스박스 라이브